# Ulle Hadding
Ulle Hadding (* 1977 in Marburg) ist eine deutsche Kamerafrau.

## Leben
Hadding stammt aus Marburg, studierte Kamera an der Filmakademie Baden-Württemberg und arbeitet seit 2003 als freie Kamerafrau. Gemeinsam mit Hubert Märkl führte sie 2009 bei dem Animationsfilm „Der Grüffelo“ die Kamera. Der Film wurde 2011 in der Kategorie Bester animierter Kurzfilm für einen Oscar und einen BAFTA Award nominiert. 

## Filmografie
- 2003: Richtung Allgäu
- 2006: Rabenbrüder
- 2009: Der Grüffelo
- 2009: Parkour